# 아서 힐

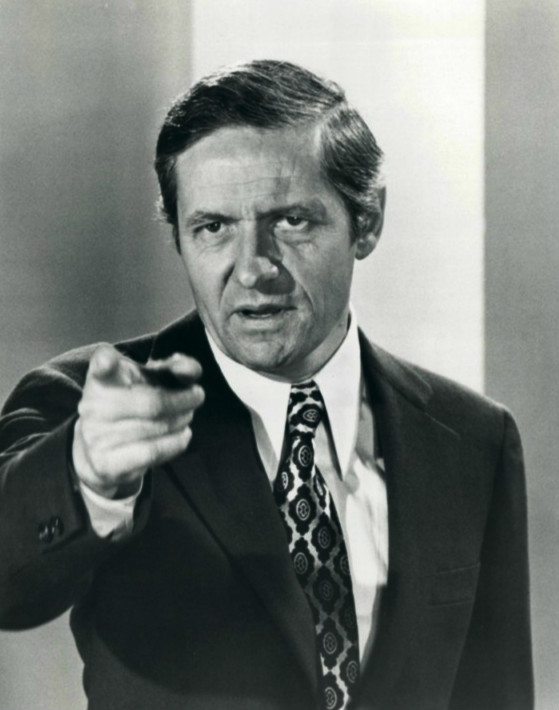

아서 힐(Arthur Hill, 1922년 8월 1일 ~ 2006년 10월 22일)은 캐나다의 배우이다.
멜포트에서 태어났으며 퍼시픽팰리세이즈에서 사망하였다. 사인은 알츠하이머병이다.

## 출연 작품
- 인 디 에어 (2009년)
- 크리스마스 이브 (1986년)
- 기적의 크리스마스 (1985년)
- 더 가디언 (1984년)
- 러브 리즈 더 웨이: 어 트루 스토리 (1984년)
- 고독한 수호자 (1984년)
- 두 남자 (1982년)
- 격정의 프라하 (1981년)
- 리엘 (1979년)
- 리틀 로맨스 (1979년)
- 챔프 (1979년) - 마이크 역
- 머나먼 다리 (1977년)
- 퓨처월드 (1976년)
- 킬러 엘리트 (1975년) - 콜리스 역
- 안드로메다의 위기 (1971년)
- 페툴리아 (1968년)
- 명탐정 하퍼 (1966년)
- 어글리 아메리칸 (1963년)
- 애정은 깊은 바다와 같이 (1955년)
- 스칼렛 스레드 (1951년)
- 나는 전쟁 신부 (1949년)

### 텔레비전
- FBI (1966-69)
- 닥터 웰비 (1971-74)